# Rödbent malmstekel
Rödbent malmstekel (Chalcis sispes) är en stekelart som först beskrevs av Carl von Linné 1761.  Chalcis sispes ingår i släktet Chalcis och familjen bredlårsteklar. Enligt den finländska rödlistan är arten nationellt utdöd i Finland. Arten är reproducerande i Sverige. Artens livsmiljö är vattenmiljöer. Inga underarter finns listade i Catalogue of Life.